# Paracercion impar
Paracercion impar är en trollsländeart som först beskrevs av James George Needham 1930.  Paracercion impar ingår i släktet Paracercion och familjen dammflicksländor. Inga underarter finns listade i Catalogue of Life.